# Neuvy-Deux-Clochers
Neuvy-Deux-Clochers är en kommun i departementet Cher i regionen Centre-Val de Loire i de centrala delarna av Frankrike. Kommunen ligger  i kantonen Henrichemont som tillhör arrondissementet Bourges. År 2022 hade Neuvy-Deux-Clochers 257 invånare.

## Befolkningsutveckling
Antalet invånare i kommunen Neuvy-Deux-Clochers
Referens:INSEE